# Mohammad-Ali Nadschafi

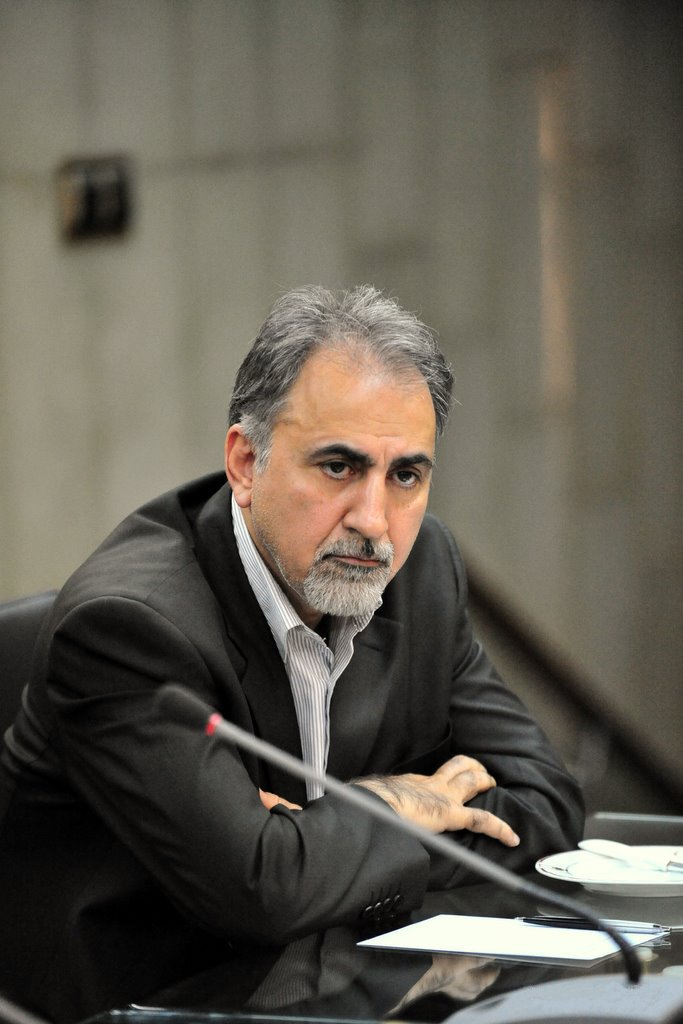
Mohammad-Ali Nadschafi

Mohammad-Ali Nadschafi (persisch محمدعلی نجفی Mohammadali Nadschafi, DMG Mohammad-ʿAlī Naǧafī; * 13. Januar 1952 in Teheran, Iran) ist ein iranischer Politiker und Mathematik-Professor an der Scharif-Universität für Technologie.
Mohammad-Ali Nadschafi war von 1981 bis 1984 Minister für Wissenschaft und Technologie, und von 1989 bis 1997 Bildungsminister. Er ist Gründungsmitglied der 1996 gegründeten Partei Kargozaran. Nadschafi wurde im August 2013 erneut als iranischer Bildungsminister für das Kabinett Rohani I nominiert, vom iranischen Parlament jedoch nicht bestätigt.
2017 wurde er zum Bürgermeister in Teheran gewählt, wo er sich mit einer Antikorruptionskampagne in kürzester Zeit viele Feinde machte. Nach acht Monaten im Amt wurde er 2018 zum Rücktritt gezwungen.
Ende Mai 2019 tötete er Mitra Ostad, mit der er in zweiter Ehe verheiratet war. 
Er ging am Tag nach der Tat zur Polizei und gab an, er habe sie mit einer Schusswaffe nur bedroht. Sie habe ihn in Panik angegriffen, um ihm die Schusswaffe zu entreißen; dabei hätten sich Schüsse gelöst. 
Nadschafi steht vor Gericht; ihm droht die Todesstrafe.